# Pepijn van Houwelingen
Pepijn van Houwelingen (Enschede, 24 februari 1980) is een Nederlands politicus namens Forum voor Democratie (FVD).

## Opleiding en carrière
Van Houwelingen groeide op in de Enschedese Helmerhoek met drie zussen en één broer. Hij volgde het gymnasium aan het Jacobus College vanaf 1992 en studeerde tussen 1998 en 2002 technische bedrijfskunde aan de Universiteit Twente. Hij volgde vervolgens tegelijkertijd een tweede master in (wijsbegeerte van de) economie en een tweede bachelor in Japankunde aan Erasmus Universiteit Rotterdam. Van Houwelingen verhuisde in 2004 naar Japan om aan de Hiroshima City University te studeren en haalde zijn PhD in 2009 met een proefschrift over sociaal kapitaal in Japan.
Nadat hij zijn studie had voltooid, werkte hij een half jaar bij de afdeling demand en supply management van de Europese divisie van Canon Inc. in Amstelveen. In februari 2010 kreeg Van Houwelingen een baan bij het Sociaal en Cultureel Planbureau als wetenschappelijk medewerker gespecialiseerd in burgerparticipatie. Hij bleef daar werken tot hij in 2021 Kamerlid werd.

## Politiek

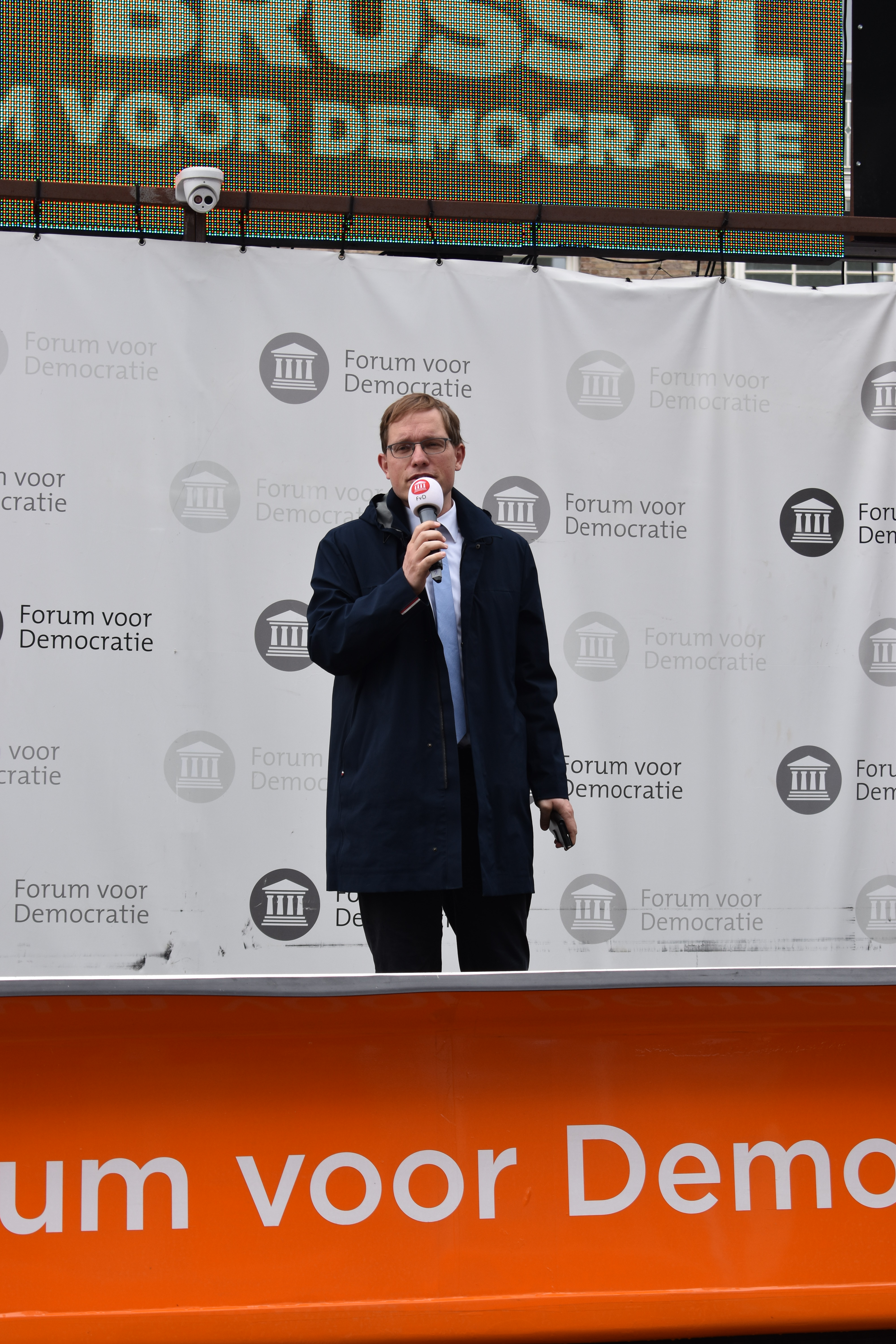
Van Houwelingen spreekt in Eindhoven tijdens de FVD-campagne voor de Europese verkiezingen van 2024

Van Houwelingen was samen met Arjan van Dixhoorn en Beata Supheert een van de oprichters van Burgercomité EU, dat tot de initiatiefnemers behoorde van het Nederlands referendum over de Associatieovereenkomst tussen de Europese Unie en Oekraïne.
Onder het pseudoniem Vossius publiceerde hij in 2010 het boek Oneigentijds. In 2013 schreef hij voor de Volkskrant een opiniestuk over topinkomens in de publieke sector. Ook publiceerde hij artikelen in het Reformatorisch Dagblad, De Groene Amsterdammer en Trouw. Van Houwelingen uitte zijn ontevredenheid over de groeiende macht van de Europese Unie. Ook gaf hij aan voorstander te zijn van decentralisatie en een directe democratie met referenda.
Oneigentijds kreeg in 2010 weinig aandacht. Pas in 2016, bij het uitzoeken van de achtergrond van het Burgercomité, kwam het bij journalisten in de belangstelling. Van Houwelingen ontkende aanvankelijk dat hij achter de schuilnaam Vossius zat, later gaf hij dit toe. NRC Handelsblad en De Dagelijkse Standaard stelden dat in het boek gefantaseerd wordt over het fascisme en onderdrukking, en De Groene Amsterdammer benadrukte de discriminatie van minderheden, seksisme en verheerlijking van geweld in het boek. Van Houwelingen schreef verder het Manifest aan het volk van Nederland, waarin hij en Arjan van Dixhoorn aandringen op vertrek uit de EU en de euro. Dit werk had een voorwoord van Thierry Baudet. Daarnaast schreef hij als medewerker van het SCP ook een rapport over christenen in Nederland.
Eind 2019 was Van Houwelingen betrokken bij de oprichting van Ongehoord Nederland, een omroepvereniging die later deel zou uitmaken van het Nederlands publiek omroepbestel. Hij was te gast bij de eerste uitzending op 22 februari 2022.

### Tweede Kamer
Tijdens de verkiezingen voor de Tweede Kamer in 2021 was Van Houwelingen de achtste kandidaat van Forum voor Democratie en hij werd verkozen tot Kamerlid met 430 voorkeurstemmen. Hij kreeg de portefeuille EU, referenda, sociale zaken en volksgezondheid. Daar kwamen financiën en economische zaken bij in mei 2021, toen drie Kamerleden de partij verlieten. Van Houwelingen is lid van de commissie voor de Verzoekschriften en de Burgerinitiatieven en lid van de vaste commissies voor Binnenlandse Zaken, voor Europese Zaken, voor Financiën, voor Landbouw, Natuur en Voedselkwaliteit en voor Volksgezondheid, Welzijn en Sport. Als Kamerlid pleitte hij tegen schaalvergroting in de publieke sector en het wetenschappelijk bureau van Forum voor Democratie publiceerde in 2021 een essay van Van Houwelingen getiteld Microfobie over dit onderwerp. Vanwege deze weerstand uitte hij kritiek op de voorgestelde fusie van de gemeenten Scherpenzeel en Barneveld. Hij poogde ook een fusie uit 2019 van de gemeenten Groningen en Haren ongedaan te maken door middel van een initiatiefwetsvoorstel, maar dit ontving geen Kamermeerderheid. Daarnaast was Van Houwelingen tegenstander van de macht en invloed van supranationale organisaties zoals de Europese Unie, de Wereldgezondheidsorganisatie en het World Economic Forum, dat hij beschouwde als een globalistische machtsgreep. In 2022 diende hij samen met partijleider Thierry Baudet een initiatiefwetsvoorstel in om het raadgevend referendum te herinvoeren geïnspireerd door de Zwitserse referenda. Sommige partijen misten details in het wetsvoorstel en uiteindelijk werd deze verworpen.
In een algemeen overleg op 28 april 2021 vergeleek hij de redenering achter een quarantaineplicht voor reizigers uit risicolanden met betrekking tot het coronavirus, met die van de Jodenvervolging tijdens de Tweede Wereldoorlog. Dit kwam hem op kritiek te staan van het Joodse informatiecentrum en lobbyorganisatie CIDI. In november veroorzaakten uitspraken van Van Houwelingen tijdens een begrotingsdebat wederom controverse. Toen D66-Kamerlid Sjoerd Sjoerdsma hem vroeg afstand te doen van vergelijkingen tussen maatregelen om de verspreiding van het coronavirus tegen te gaan en de Jodenvervolging, zei Van Houwelingen: "Uw tijd komt nog wel, want er komen tribunalen", naar aanleiding van Sjoerdsma's steun aan het overheidsbeleid op het gebied van de coronapandemie, die hij als misdadig bestempelde. Hij verduidelijkte na een schorsing dat zijn uitspraken niet waren bedoeld als een persoonlijke bedreiging, maar dat hij wel vond dat "grote misdaden worden gepleegd en dat die onderzocht moeten worden". Later die dag schreef Tweede Kamervoorzitter Vera Bergkamp dat bedreigingen en intimidaties in welke vorm dan ook uit den boze zijn en dat ze met de fracties in gesprek wilde over omgangsvormen in het debat. Dit leidde later tot een verbod op bedreigingen in het reglement van orde van de Tweede Kamer. Een motie van Van Houwelingen in december om een vaccinatieplicht op voorhand uit te sluiten kreeg geen meerderheid in de Kamer ondanks dat destijds wel een meerderheid tegen een dergelijke plicht was. Hij was lid van de voorbereidende commissie voor een parlementaire enquête naar de aanpak van de coronapandemie. In februari 2023 werd bericht dat verschillende leden het vertrek van Van Houwelingen en Wybren van Haga (BVNL) eisten vanwege het uiten van bevooroordeelde standpunten. De commissie zette kort daarna haar werkzaamheden voort, maar de enquête zelf werd in juni voor onbepaalde tijd uitgesteld toen slechts vier partijen een Kamerlid hadden afgevaardigd. Van Houwelingen was namens Forum voor Democratie gekozen.
In september 2022 plaatste Van Houwelingen een foto op Twitter van ministers Ernst Kuipers en Karien van Gennip die een vlag van de duurzameontwikkelingsdoelstellingen (SDG) van de Verenigde Naties hijsen met daarnaast dezelfde foto waarbij de vlag was vervangen door die van Nazi-Duitsland. Het bijschrift was "De façade en de realiteit". Beide kabinetsleden deden aangifte en D66-fractievoorzitter Jan Paternotte diende een klacht in bij de College van onderzoek integriteit van de Tweede Kamer om Van Houwelingen te schorsen als Kamerlid voor het in gevaar brengen van de ministers. Van Houwelingen verwijderde zijn bericht en plaatste een nieuw met dezelfde foto waarbij de SDG-vlag was vervangen door een communistische vlag met hamer en sikkel, een vergelijking die hij als passender beschreef. Hij bood geen excuses aan voor zijn aanvankelijke tweet maar noemde deze wel mogelijk ongepast en onhandig. Het Openbaar Ministerie kondigde in december een strafrechtelijk onderzoek voor smaad en/of belediging aan. In april 2023 kreeg van Houwelingen van het Openbaar Ministerie een strafbeschikking van 450 euro opgelegd wegens belediging. Van Houwelingen ging niet akkoord met de strafbeschikking en liet de zaak voorkomen. In oktober 2024 werd hij door de rechtbank Den Haag veroordeeld tot een voorwaardelijke boete van 450 euro met een proeftijd van een jaar. Hij kondigde aan in beroep te gaan.
Op 5 december nam hij afscheid van de Tweede Kamer. Bij de Tweede Kamerverkiezingen van 2023 stond Van Houwelingen op plaats 4. Forum voor Democratie haalde 3 zetels en hij werd niet herkozen. Op 18 januari 2024 werd Van Houwelingen opnieuw beëdigd tot Tweede Kamerlid ter vervanging van Frederik Jansen. Hij trad tijdelijk terug, zodat Van Houwelingen opnieuw kon helpen met de voorbereiding voor de parlementaire enquête naar de aanpak van de coronapandemie die naast Van Houwelingen bestaat uit vijf andere parlementariërs.
Van Houwelingen legde op 19 november 2024 vanwege privéredenen zijn functie als lid van de Tweede Kamer neer en werd op dezelfde dag vervangen door Ralf Dekker. Op 1 april 2025 werd hij wederom geïnstalleerd als lid van de Tweede Kamer.

## Privéleven
Van Houwelingen heeft twee kinderen en een Japanse vrouw.